# 後置修飾
後置修飾（こうちしゅうしょく）とは、名詞がその名詞の後ろから形容詞に相当する語句によって修飾される形のこと。形容詞に相当する語句とは主に、形容詞句、前置詞句、不定詞、現在分詞、過去分詞、関係詞節がある。また、修飾の内容はその名詞の一時的な状態を表している。

## 基本形
後置修飾の基本形は主に、
- 名詞 + 形容詞句
- 名詞 + 前置詞句
- 名詞 + 不定詞
- 名詞 + 現在分詞
- 名詞 + 過去分詞
- 名詞 + 関係詞節

の6つである。

## 使用例
英語においては、名詞を修飾する形容詞に相当する語句が一語である場合は前置修飾を、二語以上なら後置修飾を使う。
- 使用例

```
 ・名詞を修飾する形容詞に相当する語句が一語である場合、
     泳いでいる少女（日本語）
     the swimming girl （英語）・・・ 前置修飾
```

```
 ・名詞を修飾する形容詞に相当する語句が二語以上である場合、
    
川で
泳いでいる少女 （日本語）
     the girl swimming 
in the river
 （英語）・・・ 後置修飾
```

フランス語では、通常は後置修飾であるが、形容詞を前置修飾で用いると、より抽象的な意味に変化する（慣用句的）ことがある。
```
    
大きな
男　＝大男（日本語）
     un homme 
grand
 （フランス語）・・・ 後置修飾
```

```
    
偉大な
男　＝偉人（日本語）
     un 
grand
 homme （フランス語）・・・ 前置修飾
```